# Hoyland
Pour les articles homonymes, voir Hoyland (homonymie).
Hoyland est une ville anglaise située dans le comté de Yorkshire du Sud.